# Malmgreniella macginitiei
Malmgreniella macginitiei är en ringmaskart som beskrevs av Pettibone 1993. Malmgreniella macginitiei ingår i släktet Malmgreniella och familjen Polynoidae. Inga underarter finns listade i Catalogue of Life.